# Eatonica schoutedeni
Eatonica schoutedeni is een haft uit de familie Ephemeridae. De wetenschappelijke naam van de soort is voor het eerst geldig gepubliceerd in 1911 door Navás.
De soort komt voor in het Afrotropisch gebied.